# Alexandre d'Alexandria
Alexandre d'Alexandria (Egipte, 250 - Alexandria, 17 d'abril de 326) va ser el dinovè papa d'Alexandria i patriarca de la Seu de Sant Marc. Durant el seu patriarcat va tractar diverses qüestions com la datació de Setmana Santa, les accions de Meleci de Licòpolis i va liderar l'oposició a l'arrianisme al Primer Consell de Nicea. També és recordat per ser el mentor de l'home que seria el seu successor, Atanasi d'Alexandria, que es convertiria en un dels principals pares de l'Església.

## Biografia
Mentre era sacerdot va experimentar les sagnants persecucions dels cristians per part dels emperadors Galeri i Maximí Daia.
Es va convertir en patriarca quan va morir Aquil·les d'Alexandria, que va tenir un regnat curt segons algunes fonts contemporànies per haver trencat el comandament del seu propi predecessor, Pere d'Alexandria, i no haver readmès Arri a la comunió.

### La festa de la Pasqua
Es va enfrontar a una secta cismàtica dirigida per Erescentius, que qüestionava el dia que s'havia de celebrar la festa de la Pasqua. Va escriure un tractat especial sobre la controvèrsia, en el qual va citar declaracions anteriors sobre aquest tema de Dionís d'Alexandria. Els esforços d'Alexandre van servir per a calmar la disputa però no van ser suficients per solucionar la qüestió, que no es va resoldre fins al Primer Consell de Nicea, celebrat durant el seu mandat.

### Meleci de Licòpolis
La seva segona gran preocupació va ser la qüestió de Meleci de Licòpolis, que continuava calumniant a Alexandre, com havia fet anteriorment a Aquil·les. Meleci va arribar a presentar una queixa formal a la cort de l'emperador Constantí I, encara que no li van fer massa cas.
Més important era el fet que Meleci semblava que volia establir una aliança amb Arri. Meleci també va consagrar bisbes sense el consentiment del seu superior. Aquesta controvèrsia continuaria fins al Concili de Nicea, on Alexandre va permetre a Meleci tornar a l'església, impedint d'aquesta manera l'aliança de Meleci amb Arri.

### Arrianisme
Però el més important dels problemes a què es va enfrontar Alexandre va ser el problema d'Arri. El predecessor d'Alexandre, Aquil·les, no només li havia permès a Arri tornar a l'església, sinó que li havia donat l'església més antiga d'Alexandria, una posició que li va permetre tenir una gran influència sobre la comunitat cristiana d'Alexandria. De fet, Arri era fins i tot un candidat al lloc de patriarca d'Alexandria a la mort d'Aquil·les.
El conflicte entre els dos va pujar de to quan Alexandre va declarar la unitat de la Trinitat en un dels seus sermons. Arri va respondre immediatament etiquetant la declaració d'Alexandre de Sabellianisme, que ja havia estat rebutjada en aquell moment. La controvèrsia va augmentar ràpidament, i Arri va guanyar un suport cada vegada més gran per a la seva posició, atraient diversos diaques, i almenys un prevere, i va començar a ordenar preveres propis. Arri va continuar guanyant encara més suport, fins al punt que Alexandre es va veure obligat a convocar dues assemblees separades dels seus sacerdots i diaques per discutir la qüestió, però no van servir per rebaixar la popularitat d'Arri.
Alexandre va convocar un sínode de l'església d'Alexandria i la seva província veïna de la Mareòtida el 320, amb la intenció específica de decidir què fer amb Arri. Al sínode, 36 i 41 diaques, incloent-hi Atanasi d'Alexandria, van decidir condemnar l'arrianisme i van signar un document en aquest sentit. Però Arri va continuar difonent la seva nova creença en altres indrets, sobretot a la Mareòtida i Líbia, on va aconseguir el suport del bisbe Secundus de Ptolemais i Thomas de Marmarica. L'èxit d’Arri en dividir els líders de l'església va fer que el sicsme formal fos molt real.
El 321, Alexandre va convocar un consell general a tota l'església on van participar més de cent persones. Arri va continuar argumentant la seva posició anterior, que el Fill era menys que el Pare en substància. Aquesta declaració va ser rebuda amb horror pel consell reunit, que va posar a Arri sota l'anatema fins que es va retractar les seves posicions.
Arri va marxar cap a Palestina, on va rebre el suport de diversos bisbes. Un dels partidaris, Eusebi de Nicomedia, tenia estretes connexions amb la cort imperial a Bizanci i va ajudar a difondre les idees d’Arri. El creixement generalitzat d’aquest moviment, i la reacció a l'església establerta, va provocar que l'emperador escrivís una carta als partits implicats que demanava el retorn de la unitat a l'església que acabessin amb la disputa.
Els seguidors d'Arri a Alexandria van començar a actuar amb violència per defensar les seves creences, cosa que va provocar que Alexandre escrivís una encíclica a tots els seus germans bisbes de la cristiandat, en què relatava la història de l'arrianisme i la seva opinió sobre els defectes que considerava que tenia. En fer-ho va explicar les accions d'Eusebi de Nicomèdia, que havia reunit un consell provincial de l'església de Bitinia per parlar sobre Arri. Aquest organisme va revisar les accions que Alexandre i els seus predecessors havien pres, i, segons la seva revisió, van admetre formalment a Arri a la comunió de l'església siríaca. Altres figures, incloent a Paulíni de Tir, Eusebi de Cesarea i Patròfil de Escitopolis, també van manifestar el seu suport a Arri, permetent als seus seguidors reunir-se per a l'Oficina Divina, tal com ho havien fet abans a Alexandria.
Es creu que Arri va escriure la seva Thalia en aquest moment, cosa que li va permetre guanyar encara més suports. Aquest llibre, combinat amb les altres obres d’Arri i les obres contràries d’Alexandre, va agreujar la disputa entre els partidaris i els opositors d’Arri. En aquesta atmosfera i sobre el consell del seu diaca Atanasi, Alexandre va escriure en defensa de la seva pròpia posició una confessió de fe. Va enviar aquest llibre a tots els bisbes del cristianisme, demanant-los que recolzessin la seva posició signant les còpies. Va rebre prop de 250 signatures al seu treball, incloent al voltant de 100 de la seva pròpia diòcesi, així com de 42 d’Àsia, 37 de Pamfília, 32 de Lícia, 15 de Capadòcia i altres. També va mantenir correspondència individual amb Alexandre de Constantinoble, criticant la violència dels arrians i la promulgació de les opinions d'Arri sobre la influència de les dones, així com amb el Silvestre I, Macar de Jerusalem, Asclepi de Gaza, Longí d'Ashkelon i Macari de Ioannina., Zenó de Tyrus, i molts altres sobre els problemes de l'arrianisme.
La disputa sobre l'arrianisme s'havia convertit en un problema greu, que amenaçava de danyar la pau i la unitat de l'església i de l'imperi. Constantí, reclamant l'accés al tron sense oponent després de l'execució de Licí, va escriure una carta "a Atanasi i Arri". La va escriure des de Nicomèdia, el que alguns han interpretat com que Eusebi de Nicomedia, el bisbe de Nicomedia i un partidari d'Arri, podria haver estat involucrat en la composició de la carta. La carta va ser lliurada a Osi de Còrdova, un bisbe major respectat, per fer-la arribar als màxims exponents de l'enfrontament que hi havia a Alexandria. Constantí demanava a la carta que deixessin de discutir.
Poc després de rebre el missatge de Constantí, Alexandre va convocar un altre consell general de la diòcesi, que sembla que va confirmar el seu acord amb la professió de fe. Alexandre havia distribuït anteriorment un acord sobre l'ús del terme teològic "consubstancial ". També va reafirmar l'excomunió d’Arri i la condemna dels seguidors de Meleti, el que per descomptat, va enfadar encara més els arrians d’Alexandria. El mateix Arri es va queixar formalment a l'emperador sobre el tractament rebut per part d'Alexandre. Com a resposta, Constantí va demanar a Arri que exposés el seu cas davant un consell ecumènic de l'església, que se celebrarà a Nicea, a Bitínia, el 14 de juny de 325, un consell com mai s'havia convocat.

### Primer Concili de Nicea
Alexandre va arribar al concili amb un grup que incloïa Potamon d'Heraclea, Pafunci de Tebes i el diaca d'Alexandre Atanasi, que actuava com el seu portaveu. Se suposa que el mateix Alexandre va presidir la reunió, però va pensar que no podia ser president i acusador principal. Per això va lliurar la presidència a Osi de Còrdova. Després d’una llarga discussió, el consell va emetre una decisió que, entre altres coses, va confirmar l’anatema d’Arri, autoritzat per Alexandre, i va permetre a Meleci de conservar el seu títol episcopal, però sense poder exercir cap poder episcopal. Els que havien estat nomenats per Meleci també podrien conservar els seus títols, però només serien elevats a la condició de bisbe a la mort d’un dels bisbes consagrats per Alexandre. També li fou concedit a Alexandre el dret de decidir el moment de la Pasqua en solitari, demanant-li només que comuniqués la seva decisió a Roma i a la resta de la cristiandat. També permetria a l'església egípcia conservar les seves tradicions pel que fa al celibat clerical. En aquest sentit, Alexandre va seguir el consell de Pafunci de Tebes, que el va animar a permetre que els sacerdots es casessin després de prendre les ordres sagrades.
Cinc mesos després de tornar a Alexandria des de Nicea, Alexandre va morir. La seva mort sembla que va ser 17 d’abril. Mentre moria, alguns van dir que havia nomenat Atanasi, el seu diaca, com a successor.

## Escrits
Diversos dels treballs que sembla que va escriure Alexandre no es conserven. Sembla que hauria escrit una col·lecció de cartes sobre la controvèrsia arriana però només n'han sobreviscut dues. També hi ha una homilia, De anima et corpore, atribuïda a Alexandre en una versió siriana. La versió copta, no obstant això, s'atribueix a Atanasi.
Se li atribueix una altra obra, l'Encomi de Pere l'Alexandrita. Aquest llibre ha sobreviscut fragmentàriament en cinc còdexs. L’obra es pot reconstruir a partir dels fragments existents i una traducció a la Història dels Patriarques. Conté les al·lusions bíbliques, les tradicions i la representació del martiri de Pere. S'ha dit que és un dels millors exemples de l'estil literari de l'època, basat en la seva complexa estructura literària, la competència de la seva teologia i l'estil literari general.

## Veneració
Alexandre és venerat com a sant a l'Església Ortodoxa Copta d'Alexandria, l'Església Ortodoxa Oriental i l'Església Catòlica Romana. Alexandre és descrit per l'Església Catòlica Romana com «un gran home per al poble i el clergat, magnífic, liberal, eloqüent, just, amant de Déu i de l'home, dedicat als pobres, bo i dolç amb tots, tant mortificat que mai va trencar el seu dejuni mentre hi havia sol.»